# Poletne olimpijske igre 2020
Poletne olimpijske igre 2020 (XXXII. olimpijada moderne dobe) so potekale Tokiu na Japonskem, in sicer od 23. julija do 8. avgusta 2021.
Po običajnem razporedu (štiriletni ciklus) bi se morale igre odvijati med 24. julijem in 9. avgustom 2020, a so bile zaradi pandemije koronavirusne bolezni 2019 prestavljene za eno leto. Kljub prestavitvi je prireditev ohranila letnico 2020 v imenu. To je prvič v zgodovini, da so bile igre zaradi izrednih razmer prestavljene namesto odpovedane. Zaradi pandemije so se v strokovni in širši javnosti pojavljali številni pomisleki o izvedljivosti iger, nazadnje pa so se organizatorji odločili, da bodo potekale brez prisotnosti občinstva, tudi domačega.
Na otvoritveni slovesnosti, ki je potekala 23. julija 2021, je olimpijski ogenj prižgala tenisačica Naomi Osaka.

## Pregled medalj
Japonska (gostiteljica)
       Slovenija
| Poz    | Država                         | Zlato | Srebro | Bron | Skupaj |
| 1      | ZDA                            | 39    | 41     | 33   | 113    |
| 2      | Kitajska                       | 38    | 32     | 18   | 88     |
| 3      | Japonska                       | 27    | 14     | 17   | 58     |
| 4      | Olimpijski komite Rusije (OKR) | 1     | 4      | 2    | 7      |
| 5      | Nemčija                        | 0     | 0      | 2    | 2      |
| 6      | Italija                        | 6     | 1      | 1    | 8      |
| 7      | Francija                       | 2     | 1      | 1    | 4      |
| 8      | Južna Koreja                   | 2     | 0      | 3    | 5      |
| 9      | Združeno kraljestvo            | 0     | 1      | 1    | 2      |
| 10     | Avstralija                     | 1     | 1      | 2    | 4      |
| 11     | Nizozemska                     | 0     | 3      | 0    | 3      |
| 12     | Madžarska                      | 1     | 1      | 0    | 2      |
| 13     | Brazilija                      |       |        |      |        |
| 14     | Španija                        |       |        |      |        |
| 15     | Kenija                         |       |        |      |        |
| 16     | Jamajka                        |       |        |      |        |
| 17     | Hrvaška                        |       |        |      |        |
| 18     | Kuba                           |       |        |      |        |
| 19     | Nova Zelandija                 |       |        |      |        |
| 20     | Kanada                         |       |        |      |        |
| 21     | Uzbekistan                     |       |        |      |        |
| 22     | Kazahstan                      |       |        |      |        |
| 23     | Kolumbija                      |       |        |      |        |
| 24     | Švica                          |       |        |      |        |
| 25     | Iran                           |       |        |      |        |
| 26     | Grčija                         |       |        |      |        |
| 27     | Argentina                      |       |        |      |        |
| 28     | Danska                         |       |        |      |        |
| 29     | Švedska                        |       |        |      |        |
| 30     | Južna Afrika                   |       |        |      |        |
| 31     | Ukrajina                       |       |        |      |        |
| 32     | Srbija                         |       |        |      |        |
| 33     | Poljska                        |       |        |      |        |
| 34     | Severna Koreja                 |       |        |      |        |
| 35     | Belgija                        |       |        |      |        |
| 35     | Tajska                         |       |        |      |        |
| 37     | Slovaška                       |       |        |      |        |
| 38     | Gruzija                        |       |        |      |        |
| 39     | Azerbajdžan                    |       |        |      |        |
| 40     | Belorusija                     |       |        |      |        |
| 41     | Turčija                        |       |        |      |        |
| 42     | Armenija                       |       |        |      |        |
| 43     | Češka                          |       |        | 1    | 1      |
| 44     | Etiopija                       |       |        |      |        |
| 45     | Slovenija                      | 3     | 1      | 1    | 5      |
| 46     | Indonezija                     |       |        |      |        |
| 47     | Romunija                       |       |        |      |        |
| 48     | Brunej                         |       |        |      |        |
| 48     | Vietnam                        |       |        |      |        |
| 50     | Kitajski Tajpej                | 0     | 0      | 0    | 0      |
| 51     | Bahami                         | 0     | 0      | 0    | 0      |
| 51     | Slonokoščena obala             | 0     | 0      | 0    | 0      |
| 54     | Fidži                          | 0     | 0      | 0    | 0      |
| 54     | Jordanija                      | 0     | 0      | 0    | 0      |
| 54     | Kosovo                         | 0     | 0      | 0    | 0      |
| 54     | Portoriko                      | 0     | 0      | 0    | 0      |
| 54     | Singapur                       | 0     | 0      | 0    | 0      |
| 54     | Tadžikistan                    | 0     | 0      | 0    | 0      |
| 60     | Malezija                       | 0     | 0      | 0    | 0      |
| 61     | Mehika                         | 0     | 0      | 0    | 0      |
| 62     | Alžirija                       | 0     | 0      | 0    | 0      |
| 62     | Irska                          | 0     | 0      | 0    | 0      |
| 64     | Litva                          | 0     | 0      | 0    | 0      |
| 65     | Bolgarija                      | 0     | 0      | 0    | 0      |
| 65     | Venezuela                      | 0     | 0      | 0    | 0      |
| 67     | Indija                         | 0     | 0      | 0    | 0      |
| 67     | Mongolija                      | 0     | 0      | 0    | 0      |
| 69     | Burundi                        | 0     | 0      | 0    | 0      |
| 69     | Grenada                        | 0     | 0      | 0    | 0      |
| 69     | Niger                          | 0     | 0      | 0    | 0      |
| 69     | Filipini                       | 0     | 0      | 0    | 0      |
| 69     | Katar                          | 0     | 0      | 0    | 0      |
| 74     | Norveška                       | 0     | 0      | 0    | 0      |
| 75     | Egipt                          | 0     | 0      | 0    | 0      |
| 75     | Tunizija                       | 0     | 0      | 0    | 0      |
| 77     | Izrael                         | 0     | 0      | 0    | 0      |
| 78     | Avstrija                       | 0     | 0      | 0    | 0      |
| 78     | Dominikanska republika         | 0     | 0      | 0    | 0      |
| 78     | Estonija                       | 0     | 0      | 0    | 0      |
| 78     | Finska                         | 0     | 0      | 0    | 0      |
| 78     | Maroko                         | 0     | 0      | 0    | 0      |
| 78     | Moldavija                      | 0     | 0      | 0    | 0      |
| 78     | Nigerija                       | 0     | 0      | 0    | 0      |
| 78     | Portugalska                    | 0     | 0      | 0    | 0      |
| 78     | Trinidad in Tobago             | 0     | 0      | 0    | 0      |
| 78     | Združeni arabski emirati       | 0     | 0      | 0    | 0      |
| Skupaj |                                |       |        |      |        |

## Dosežki slovenske odprave
| Medalja | Športnik/ca     | Šport            | Disciplina           | Datum     |
| ------- | --------------- | ---------------- | -------------------- | --------- |
| Bron    | Tadej Pogačar   | Kolesarstvo      | moška cestna dirka   | 24. julij |
| Zlata   | Benjamin Savšek | Kajak kanu       | kanu na divjih vodah | 26. julij |
| Srebrna | Tina Trstenjak  | Judo             | Ž, do 63 kg          | 27. julij |
| Zlata   | Primož Roglič   | Kolesarstvo      | Kronometer           | 28. julij |
| Zlata   | Janja Garnbret  | Športno plezanje | Športno plezanje     | 6. avgust |

## Seznam olimpijskih disciplin
V 17 dneh bomo priča 339 dogodkom, ki se bodo odvijali v 33 olimpijskih disciplinah na 43 prizoriščih. 
- Vodne discipline (skoki v vodo, plavanje, sinhrono plavanje, vaterpolo)
- Lokostrelstvo
- Atletika
- Badminton
- Bejzbol (nova disciplina)
- Softball (nova disciplina)
- Košarka
- Boks
- Vožnja s kanujem
- Kolesarske discipline (BMX dirkanje, BMX v prostem slogu, gorsko kolesarjenje, cestno kolesarjenje in kronometer)
- Konjeništvo
- Sabljanje
- Hokej na travi
- Nogomet
- Golf
- Gimnastične discipline (umetniška gimnastika, ritmična gimnastika, gimnastika na trampolinu)
- Rokomet
- Judo
- Karate (nova disciplina)
- Sodobni pentatlon
- Veslanje
- Ragbi
- Jadranje
- Streljanje
- Rolkanje (nova disciplina)
- Športno plezanje (nova disciplina)
- Deskanje na valovih (nova disciplina)
- Namizni tenis
- Tekvondo
- Tenis
- Triatlon
- Odbojka v dvorani
- Odbojka na mivki
- Dvigovanje uteži
- Rokoborba

Poletne olimpijske igre 2020 se bodo tako že tradicionalno zaključile z disciplino moškega maratona, ki pa se bo odvijal v oddaljenem mestu Saporu. Organizatorji se s to potezo želijo izogniti vročinskemu valu v mestu Tokio in pri tem zaščititi vse udeležence maratona pred peklenskimi pogoji avgustovske vročine japonske prestolnice. 

## Olimpijska prizorišča in lokacije
Poletne olimpijske igre 2020 se bodo odvijale na naslednjih prizoriščih:
- Olimpijski stadion
- Tokijska Metropolitanska univerza
- Yoyogi nacionalni stadion
- Nippon Budokan
- Vrt cesarske palače
- Tokijski medarodni forum
- Kokugikan arena
- Ariake arena
- Ariake Olimpijski gimnastični center
- Olimpijska BMX proga
- Ariake teniški park
- Odaiba vodni park
- Shiokaze park
- Seaside park hokejski stadion
- Sea Forest tekaški poligon
- Sea Forest kanal
- Poligon za slalom s kanuji
- Dream Island lokostrelski poligon
- Olimpijski plavalni center
- Tokyo Tatsumi mednarodni plavalni center
- Baji Koen
- Musashino Forest športni center
- Tokyo Stadion
- Saitama Super arena
- Asaka strelski poligon
- Kasumigaseki klub za športne aktivnosti
- Makuhari Messe mednarodni konvencijski kompleks
- Marina Enoshima
- Velodrom Izu
- Izu polygon za gorsko kolesarstvo
- Saporo kupola
- Stadion Miyagi
- Stadion Saitama
- Mednarodni stadion Yokohama
- Olimpijska vas
- IBC/MPC Tokyo mednarodno razstavišče [9]

## Olimpijske igre v številkah
Po raziskavah si je kar 36 % odstotkov Japoncev želelo ponovno preložitev iger zaradi strahu pred novim koronavirusom. Javnost je kar s 34% podpirala dokončno odpoved dogodka in je ostro nasprotovala dodatni finančni pomoči organizatorjem, saj bodo igre za mesto Tokio že tako ali tako imele dolgotrajne posledice.
Finančna škoda, ki so jo poletne olimpijske igre 2020 prizadejale mestu Tokio, se po izračunih vrti okoli 6 milijard evrov, navkljub finančni pomoči japonskih oblasti, saj je v organizacijo dogodka vpleten tudi japonski premier.
Celoten proračun iger dogodka je znašal skoraj 12 milijard evrov. Skoraj ena četrtina vseh pokroviteljev je od projekta poletnih olimpijskih iger 2020 odstopila. Razlogi odpovedi so bili različni, nekateri so bili posledica finančne nelikvidnosti podjetij, na katere je neposredno vplivala epidemija, drugi pa imajo bolj opraviti z nesoglasji pri sponzorskih pogodbah oz. so se zadeve zapletle pri dodatno nastalih sponzorskih stroških. Poletne olimpijske igre 2020 imajo zaenkrat 57 sponzorjev, mednarodni olimpijski komite pa je v znak solidarnosti v premostitveni sklad dodal še dodatnih 750 milijonov evrov.

## Izbor gostitelja
Za organizacijo iger leta 2020 so se potegovala mesta Madrid, Tokio in Carigrad.
| Izbor gostitelja za OI 2020 | Izbor gostitelja za OI 2020 | Izbor gostitelja za OI 2020 | Izbor gostitelja za OI 2020 | Izbor gostitelja za OI 2020 | Izbor gostitelja za OI 2020 |
| --------------------------- | --------------------------- | --------------------------- | --------------------------- | --------------------------- | --------------------------- |
| Mesto                       | Država                      | 1. krog                     | 2. krog                     | 3. krog                     |                             |
| Tokio                       | Japonska                    | 42                          | —                           | 60                          |                             |
| Istanbul                    | Turčija                     | 26                          | 49                          | 36                          |                             |
| Madrid                      | Španija                     | 26                          | 45                          | —                           |                             |

### Časovnica
- 23. maj, 2012 – Madrid, Istanbul in Tokio so trije glavni finalisti, ki se potegujejo za organizacijo poletnih olimpijskih iger v letu 2020.
- 7. September, 2013 – za zmagovalca in gostitelja iger je proglašen Tokio, odločitev je sprejeta v Buenos Airesu v Argentini.
- 3. avgust, 2016 – Mednarodni olimpijski komite dodeli naziv olimpijske discipline petim novim športom: rolkanju, karateju, deskanju na valovih, športnemu plezanju in bejzbolu ter softballu.
- 28. februar, 2018 – Maskoti za olimpijske in paraolimpijske igre sta uradno predstavljeni javnosti. Maskoti sta zasnovani kot bitji v obliki junakov, katerih osebnosti se po besedah organizatorjev med seboj popolnoma nasprotujeta, vendar jih med seboj povezujeta prijateljstvo in spoštovanje.
- 7. avgust, 2018 – Olimpijski komite naznani uporabo tehnologije za prepoznavanje obraza na samih igrah, v okviru varovanja samega dogodka. V pričakovanju visokih temperatur v poletnih mesecih pa bi s tem skrajšali tudi čakalne vrste na samih dogodkih in tako pripomogli še k dodatni zdravstveni preventivi.
- 24. julij , 2019 – Predstavljene so novo zasnovane olimpijske medalje v obliki kamenja s premerom 8.5 centimetra. Vse medalje bodo izdelane iz zlata, srebra in brona (v primeru Tokija iz bakra in cinka – odvzetih iz darovanih mobilnikov in druge elektronike v okviru akcije varovanja okolja in recikliranja).
- 15. december, 2019 – Otvoritev stadiona z 68.000 sedeži, ki bo gostil otvoritveno slovesnost olimpijskih in paraolimpijskih iger. Zasnoval ga je arhitekt Kengo Kuma, gradnja je stala 1,2 milijarde evrov oz. 157 milijard jenov.
- 10. januar, 2020 – Podane so smernice s strani Mednarodnega olimpijskega komiteja o prepovedi političnih in drugih protestov med samimi dogodki in podelitvami. Protesti so prav tako prepovedani na vseh športnih infrastrukturah in v olimpijski vasi.
- 12. marec , 2020 – Pričetek slovesnosti prižiga olimpijskega ognja v pokrajini Olimpija v Grčiji. Zaradi strahu pred širjenjem koronavirusa je bil dogodek zaprt za javnost. Olimpijski ogenj bo tako v 121 dneh prepotoval vseh 47 pokrajin Japonske.
- 24. marec, 2020 – Japonski premier Shinzo Abe in Mednarodni olimpijski komite se dogovorita o končni odločitvi o preložitvi dogodka na leto 2021. Igre bodo še vedno nosile letnico 2020.
- 30. marec, 2020 – Mednarodni olimpijski komite sporoči da bodo prestavljene olimpijske igre v Tokiu potekale od 23. julija do 8. avgusta 2021.[12]